# The Antichrist (Slayer)
The Antichrist è un brano del gruppo musicale statunitense Slayer, seconda traccia del primo album in studio Show No Mercy, pubblicato il 16 settembre 1983 per la Metal Blade.

## Origini del brano
Il testo venne composto dal chitarrista Jeff Hanneman, il quale ha scritto anche la musica assieme all'altro chitarrista Kerry King. Il brano parla dell'Anticristo che, dopo essere stato scaraventato da Dio negli abissi, inizia a spadroneggiare nell'Inferno, tormentando e torturando le anime dannate. Si tratta di uno dei brani più noti della discografia degli Slayer, insieme ad altri come Angel of Death, Raining Blood o War Ensemble, e viene eseguita quasi sempre dal vivo dal gruppo.

## Composizione
Musicalmente, The Antichrist (e nel complesso anche le altre tracce di Show No Mercy) presenta una struttura diversa da quella adottata dall'album successivo in poi: la ritmica di batteria è priva di doppia cassa e di andamento sostenuto mentre gli assoli di chitarra sono fortemente ispirati a quelli dei Judas Priest. La voce del cantante e bassista Tom Araya dà un tocco ancor più tetro al brano, con un timbro in falsetto che alterna forti acuti ad una bassa voce gutturale, senza sfociare nel growl, a quel tempo ancora inesistente.

## Formazione
- Tom Araya – voce, basso
- Jeff Hanneman – chitarra
- Kerry King – chitarra
- Dave Lombardo – batteria